# Râul Valea Grecului, Jidoștița
Râul Valea Grecului este un curs de apă, afluent al râului Jidoștița. 